# Henry Sieurac
Henry Sieurac, né le 15 août 1823 à Paris, où il est mort le 18 décembre 1863, est un peintre français.

## Biographie
Henry Sieurac est l'élève de son père, François Joseph Sieurac, et de Paul Delaroche. Il expose au Salon entre 1848 et 1863.
Il fut le dernier adhérent du cercle d'amis chers à Jondking. Il se plaît aux compositions pittoresques et décoratives où son imagination ingénieuse et féconde s'allie à l'aisance de la facture et à la science de l'arrangement, de la tournure et du style, sous l'influence d'un séjour de plusieurs mois en Italie. Sieurac en avait rapporté un amour et un respect pour les maîtres de Venise, notamment Véronèse. Théophile Gautier, Paul de Saint-Victor et Arsène Houssaye en parlèrent avec enthousiasme. 
La collection personnelle de Théophile Gautier comptait au moins une œuvre de Sieurac : Marphise. 
Henry Sieurac meurt d'une maladie du cœur le 18 décembre 1863 à Paris.

## Œuvres

### Peintures
| Tableau | Titre                                                               | Date | Dimensions   | Notes | Lieu de conservation             |
| ------- | ------------------------------------------------------------------- | ---- | ------------ | --- | -------------------------------- |
|         | Hérodiade                                                           | 1848 | cm           | | Valence, cathédrale              |
|         | Portrait de Napoléon III                                            | 1856 | cm           | | Montauban, préfecture            |
|         | La renaissance des Arts et des Lettres                              | 1857 | 370 × 240 cm | | Toulouse, musée des Augustins    |
|         | François de Médicis offrant des présents à la belle Bianca Cappello | 1857 | 92 x 120 cm  | Ce tableau fut gravé à la manière noire par Cottin. | Inconnu                          |
|         | Marphise                                                            |      | 65 × 53 cm   | Alors la victorieuse Marphise fait ôter à la demoiselle tous ses habits, et ordonne à la vieille de s'en emparer. In Orlando furioso, chap X Ce tableau se trouvait dans la collection personnelle de Théophile Gautier jusqu'à sa mort en 1872. | Inconnu                          |
|         | L'Enfance de Bacchus                                                |      | cm           | | Chalon-sur-Saône, musée Denon    |
|         | Le baptême du Christ                                                |      | cm           | | Bordeaux, cathédrale Saint André |
|         | Le triomphe de Fabius Gurgès                                        | 1861 | cm           | M. Sieurac a concentré dans une toile relativement petite les magnificences et la pompe d'un Trimphe romain. Cela se passe au beau temps de la République : Fabius Gurgès, une première fois battu par les Samnites, les a taillés en pièces, secondé par son père, Fabius Maximus, qui a noblement offert de servir sous ses ordres : il a vengé la honte des Fourches-Caudines. Dans un char de forme circulaire, le triomphateur, peint de vermillon, se tient debout. Un homme placé derrière lui dans le char élève au dessus de sa tête une couronne de laurier. Fabius Maximus chevauche à côté de son fils, au milieu d'une troupe d'enfants qui leur jettent des bouffées d'encens. En avant marchent les prisonniers : Pontius Herennius, leur chef, placé sur une plateforme, précède immédiatement le vainqueur. Les sacrificateurs et les victimes forment, en tête du cortège, une longue file solennelle et gravissent la rampe qui mène au Capitole, qui, avec ses fortifications et son temple de Jupiter, domine et clôt la composition. Les sénateurs, en robe blanche bordée de pourpre, s'étagent sur les marches et se groupent sous la colonnade d'un portique qui s'étend au pied de la forteresse. Par un patient et ingénieux travail de reconstitution, M. Sieurac a donné à cette scène un mouvement réel, une animation familière, qui rendent son tableau fort intéressant et rachètent ce que la couleur et les procédés peuvent laisser à désirer. In Abécédaire du Salon de 1861 par Théophile Gautier, E. Dentu, Paris. | Aix-en-Provence, musée           |
|         | Bianca Cappello devant la porte close du Palais Cappello            | 1861 | 85 × 60 cm   | "Pauvre Bianca, lorsqu'en revenant à la maison, les yeux baignés de larmes de joie, tu rendais grâce au ciel pour ces deux heures de félicité, tu ne prévoyais pas quel tour affligeant t'avait joué le maudit hasard pendant cet intervalle ! Car quelqu'un passa devant le palais du vieux Capello : il en vit la porte ouverte ; il crut qu'on avait oublié de la fermer, et y suppléa par un empressement mal placé. Quelle frayeur pour Bianca lorsque voulant se glisser lentement dans le palais de son père, elle en trouva la porte fermée !" In Histoire de la vie et de la mort de Bianca Capello, noble vénitienne et grande-duchesse de Toscane, Tome I, Paris, 1790 Ce tableau fut photographié par Cr. Jouan au Salon de 1861. | Inconnu                          |
|         | Les trois vertus théologales                                        | 1863 | cm           | | Dijon, musée municipal           |
|         | Germain Pilon sculptant le groupe des Parques                       |      |              | | Inconnu                          |

## Salons
- 1848 : Hérodiade (n°4144)
- 1857 : La renaissance des Arts et des Lettres (n°2468)
- 1859 : Les Dionysiaques et Henri II et Diane de Poitiers chez Jean Goujon dit aussi Germain Pilon sculptant le groupe des Parques, en présence d'Henri II, Diane de Poitiers et de ses filles.
- 1860 : La fille du Titien
- 1861 : Le triomphe de Fabius Gurgès (n°2888) et Bianca Cappello devant la porte close du Palais Capello (n°2889)
- 1863 : La Foi, l'Espérance et la Charité (Les trois vertus théologales)